# Кортикобазальная дегенерация
Кортикобазальная дегенерация — асимметричная атрофия лобно-теменной коры, в базальных ганглиях и в чёрном веществе. Выраженность и распределение изменений коррелируют с клиническими синдромами: синдром Ричарсона, фронтотемпоральная дольковая дегенерация или первично прогрессивная афазия. Также определяются тау-позитивные астроцитальные бляшки и волокна в белом и сером веществе, в особенности в верхней теменной и в верхней лобной извилине, в пре- и постцентральной извилине и в стриатуме. Диагноз кортикобазальной дегенерации может быть выставлен только нейропатологически и опирается на баллонированые нейроны в атрофичных отделах коры и тау-позитивные тельца в олигодендроцитах. У пациентов, у которых были обнаружены вышеописанные изменения, при жизни определялся классический кортикобазальный синдром — это выраженный асимметричный гипокинетически-ригидный синдром с апраксией и нарушениями кортикальных сенсорных функций, дистонией, тремором и миоклонусом, деменцией и плохим эффектом на лечение леводопой.

## История
Впервые описана Ребайц и др. в 1967 году как «кортикодентатонигреальная дегенерация с нейрональной ахромазией», пристальное внимание однако начала привлекать только с 80-х годов прошлого столетия.

## Эпидемиология и этиология
После мультисистемной атрофии и прогрессивного супрануклеарного пареза кортикобазальная дегенерация является третьей по частоте среди заболеваний с атипичным паркинсонизмом. Является редким заболеванием, но четких данных по распространённости нет. По оценкам, выявляется меньше чем 1 случай на 100 тыс. населения. Начало заболевания в классическом случае на шестом-седьмом десятке жизни. Средняя продолжительность этого неуклонно прогрессирующего и ведущего к смерти заболевания составляет по результатам серии исследований в среднем восемь лет. Причины и патогенез остаются неясными. Также как и в случае прогрессирующего супрануклеарного пареза взора является таупатией.

## Диагностика
Диагностика заболевания является чисто клинической (по симптомам). Биопсии для уточнения диагноза, как правило, не проводятся.

## Лечение
Симптоматическое лечение леводопой, допаминагонистами, МАО-ингибиторами и антихолинергиками ведут как минимум, в начале заболевания, в большинстве случаев к улучшению отдельных симптомов. Большое значение придается логопедическому, физиотерапевническому лечению и лечебной гимнастике. При нарушении глотания возможно наложение гастростомы. При спастической дистонии применяются локальные инъекции ботулина.